# Buste van Herman Heijermans
De Buste van Herman Heijermans is een kunstwerk in Amsterdam-West.

## Geschiedenis
De Joodse schrijver en journalist Herman Heijermans overleed op 22 november 1924. Drie jaar later werd er een comité opgericht om tot een gedenkteken te komen. De beeldhouwer Joseph Mendes da Costa maakte vervolgens een buste op zuil op sokkel van hem. De buste is gehakt uit Escauzijns hardsteen. Het werd op 22 november 1929 in het Vondelpark onthuld door wethouder Floor Wibaut (voorzitter comité) in aanwezigheid van politici, bestuurders van het Vondelpark, acteurs en familie.

### Vandalisme
Het beeld kreeg vrijwel direct (in 1932 voor de tweede keer) te maken met vandalisme toen de neus verbrijzeld werd en een van de wangen beschadigd. Omdat de vandalen het beeld voor de herdenking van Heijermans’ sterfdag toesloegen werd er van uitgegaan dat de motieven politiek zouden zijn. Destijds vond men de plek van het beeld daarom niet meer geschikt. In 1934 was het beeld opnieuw dermate beschadigd dat er een nieuwe kop gemaakt moest worden. Het nieuwe beeld werd in het Leidsebosje geplaatst; het Kleine-Gartmanplantsoen viel af. Het Leidsebosje is gelegen in de directe omgeving van de Stadsschouwburg waar Heijermans' Op hoop van zegen talloze keren werd uitgevoerd. Ook die nieuwe versie kreeg te maken met antisemitisch vandalisme tijdens het begin van de Tweede Wereldoorlog (1939) en de Duitse bezetting (november 1940).

### Verwijdering
Het beeld werd na de beschadiging van 1940 weggehaald en opgeslagen in de gemeentewerf. Er werden pogingen gedaan om het te restaureren of een nieuw beeld te maken, zoals door Gerarda Rueter. Die nieuwe buste werd overigens in de Stadsschouwburg geplaatst. De Vereniging van Letterkundigen wilde het werk van Mendes da Costa echter weer in het Leidsebosje en niet in een gebouw, onzichtbaar voor publiek. Echter de gemeente had het beschadigd beeld al overhandigd aan Frank de Miranda een leerling van Mendes da Costa, die naar Israël was geëmigreerd; hij zou het daar als leerstof gebruiken.

### Herplaatsing
Beeldhouwer en beeld kwamen in 1952 terug; er kon in Israël geen passende plek gevonden worden. In 1959 droeg De Miranda het weer over aan de gemeente. Die deed een poging het beeld in het atelier van het Stedelijk Museum Amsterdam te laten restaureren, maar dat mislukte. Toen er weer sprake was van herstel, maakte de familie bezwaar tegen herplaatsing. Zij zouden het beeld slecht gelijkend vinden en zagen liever een versie van Gerrit van der Veen geplaatst dat in bezit was van Esther de Boer-van Rijk. Op 7 maart 1962 mocht Frank de Miranda een nieuwe poging wagen samen met Steenhouwerij Tetterode. Op 1 juni 1964 werd het beeld door Hildo Krop opnieuw onthuld. Krop had de restauratie overzien. De mallen van die restauratie werden later overhandigd aan Amsterdam Museum. In 1965 was het beeld weer eens beklad.

## Opschrift
Op de sokkel staat de tekst: 
Geschonden 1940
Gerestaureerd 1964
Op de zuil staat het monogram van de beeldhouwer.

## Afbeeldingen

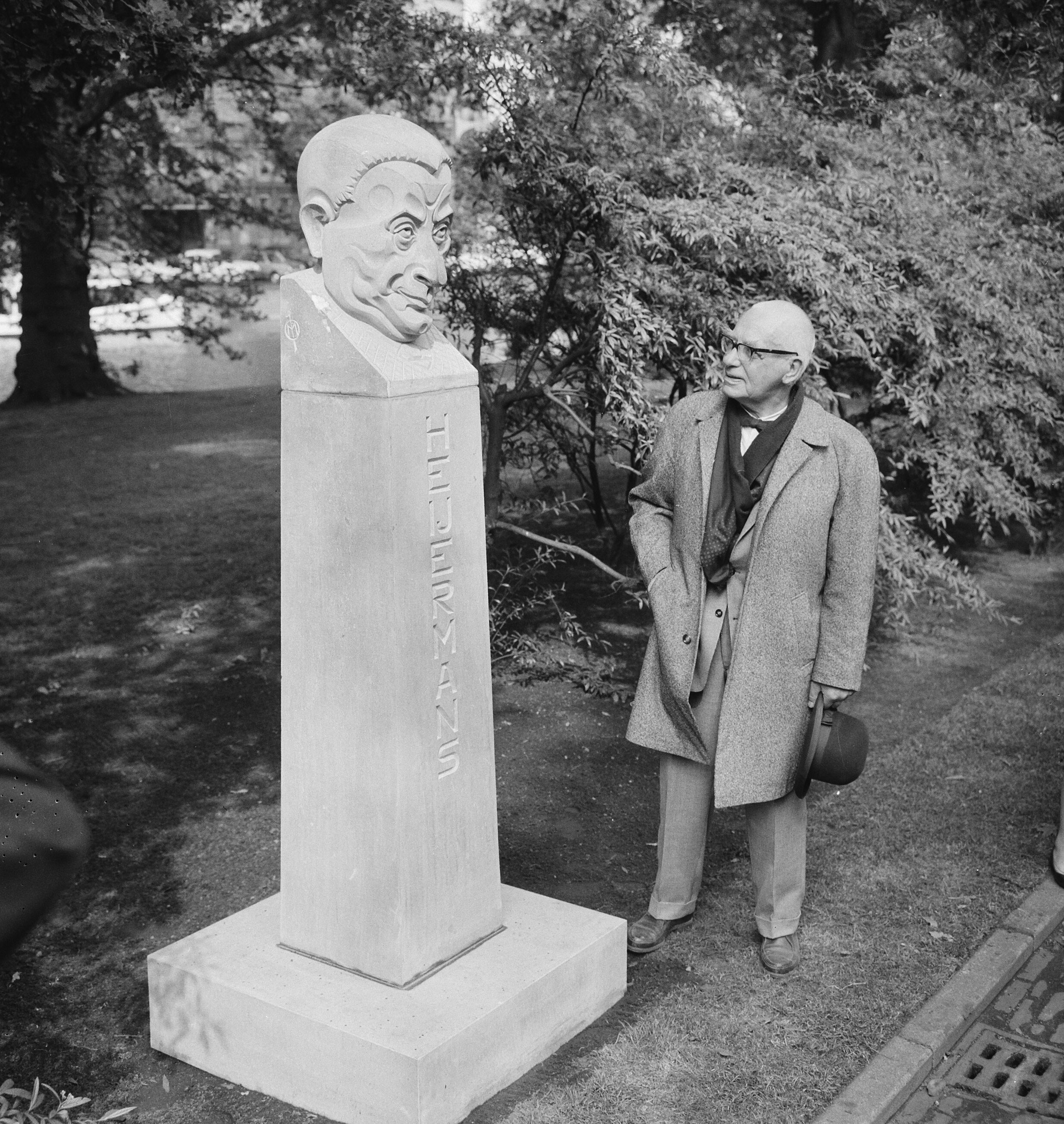
Hildo Krop bij de onthulling van het gerestaureerde beeld in 1964
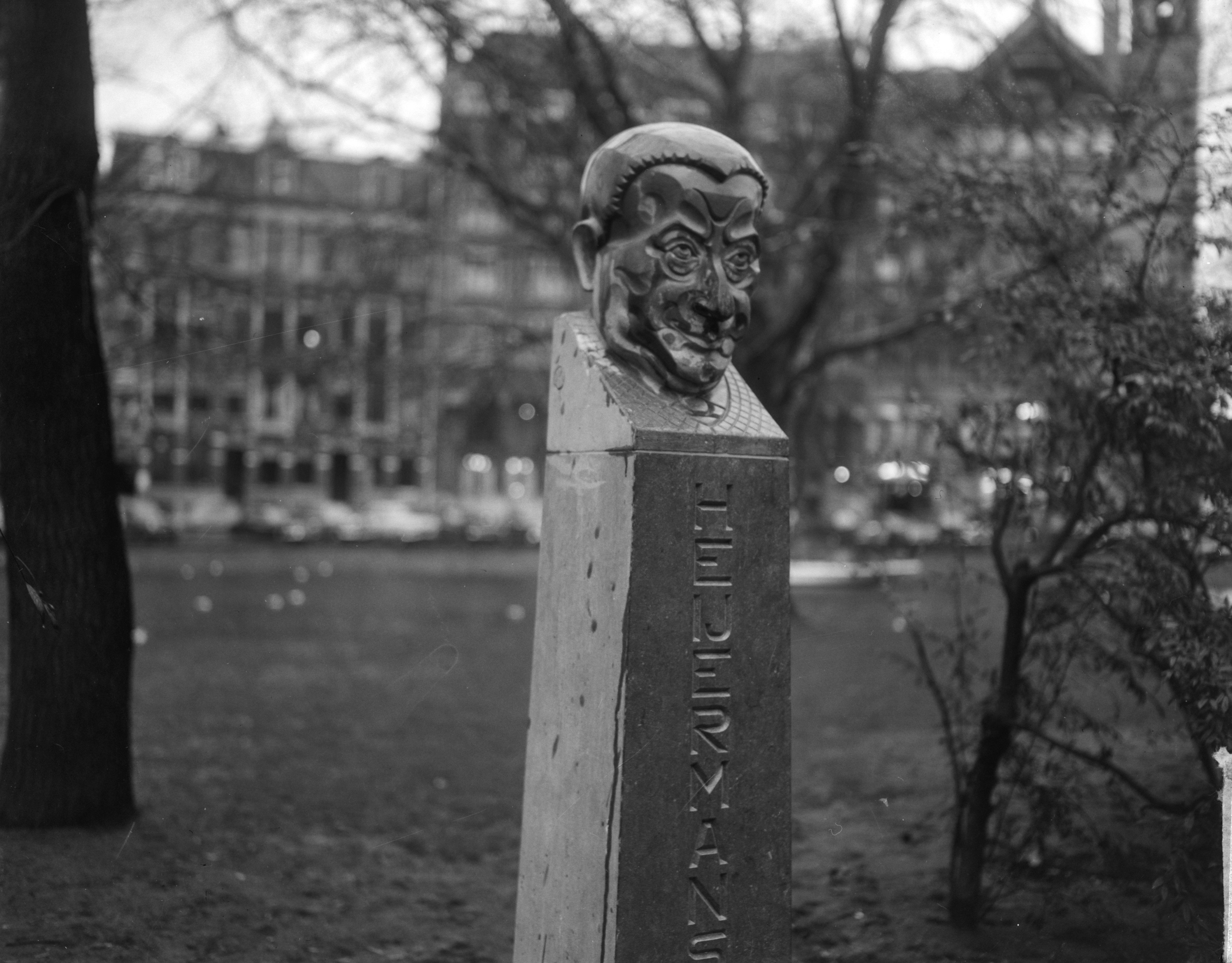
Het beeld met bruine vloeistof besmeurd in 1965
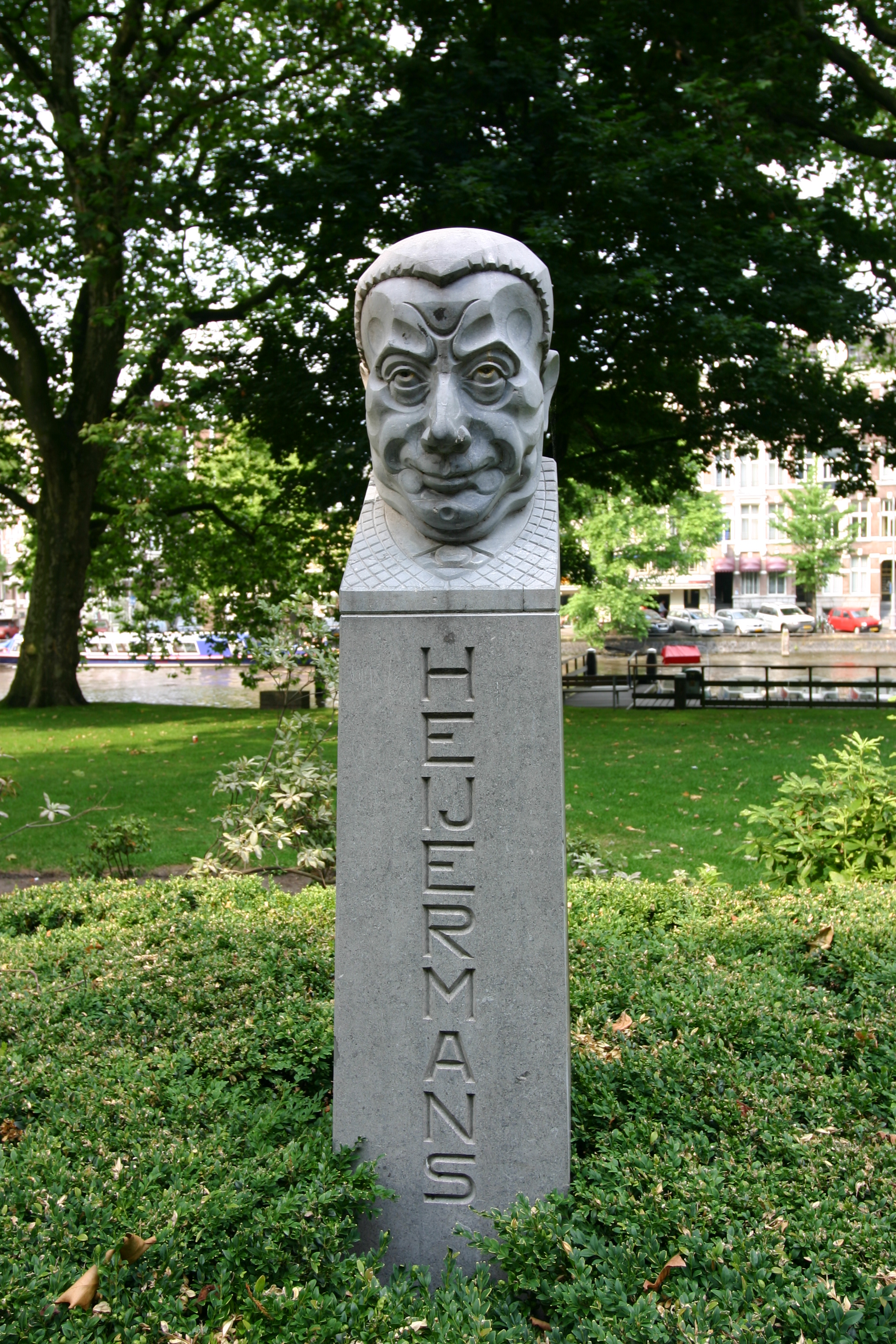
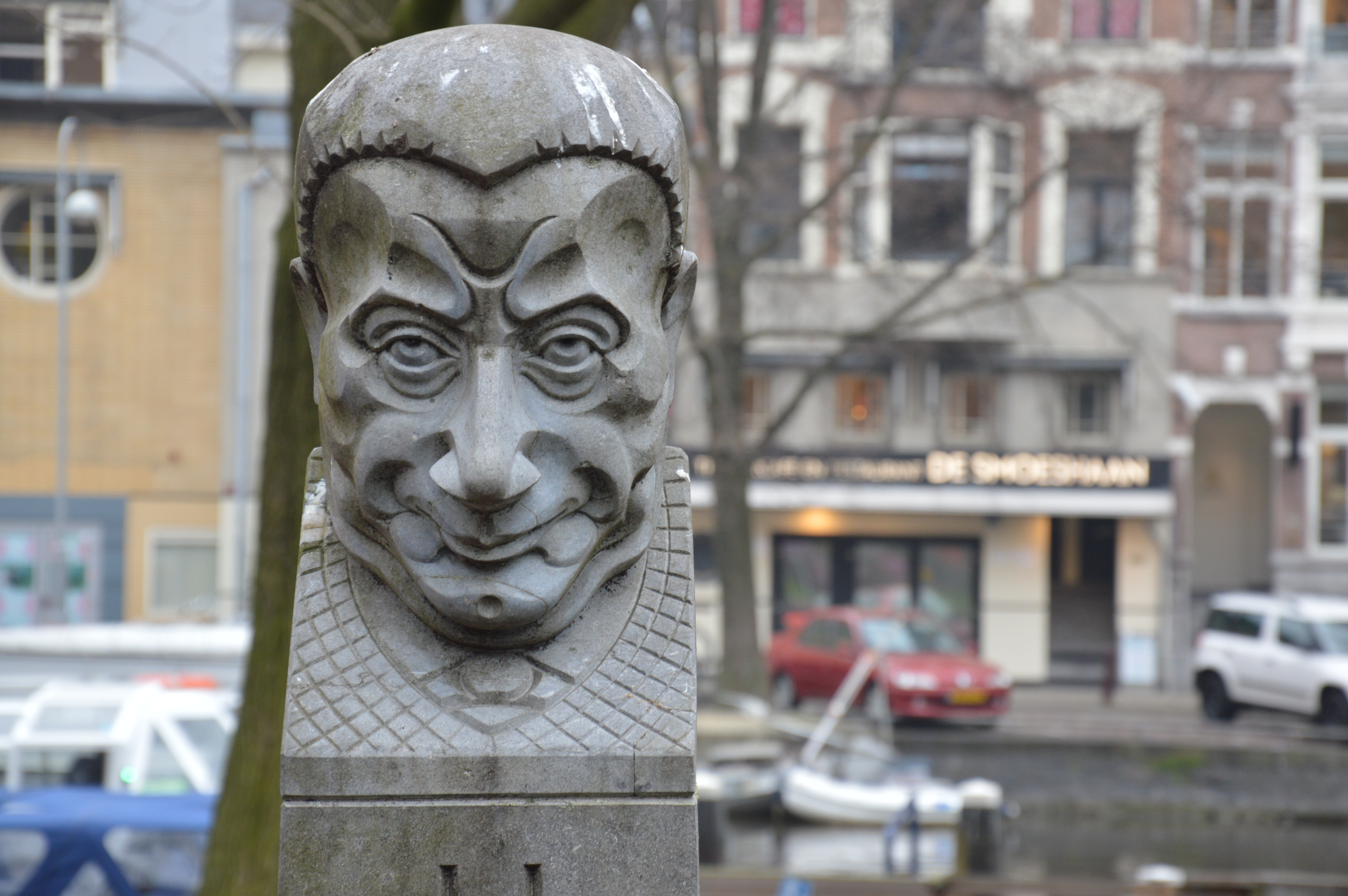
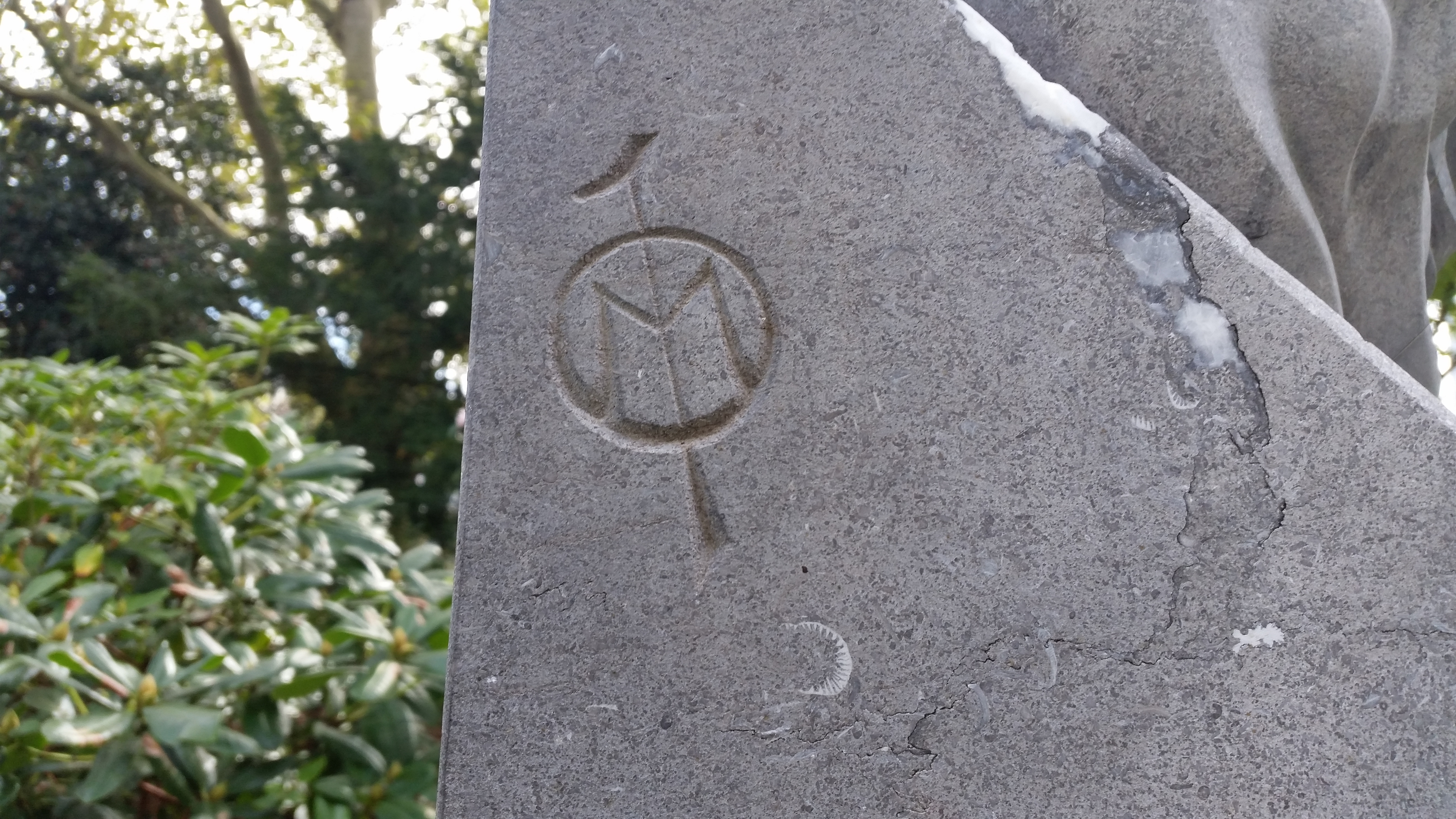
Monogram J M D C (C en D vormen samen een O) (oktober 2019)